# 더부신경 뇌뿌리
더부신경의 뇌뿌리(또는 뇌부분, cranial root of accessory nerve)는 더부신경의 두 부분 중 더 작은 부분이다. 뇌부분은 미주신경과 빠르게 연결되어 다른 미주신경 섬유와 동일한 기능을 하기 때문에 일반적으로 미주신경의 일부로 간주되며 더부신경의 일부가 아니라고 여겨지기도 한다. 신경해부학적 연구에 의해 대부분의 경우 명확한 뇌뿌리가 존재하지 않는다는 사실이 드러나 더부신경의 뇌뿌리라는 개념 자체가 도전을 받았다. 그러나 2007년의 소규모 연구에 이어 2012년에 발표된 훨씬 더 큰 연구에서 모두 더부신경의 뇌뿌리가 인간에서 흔히 발견되며 전통적인 설명과 일치함을 확인했다.

## 주행 경로
뇌뿌리 섬유는 의문핵의 세포에서 발생하고 미주신경의 뿌리 아래에 있는 숨뇌 측면에서 4-5개의 잔뿌리(rootlet)로 시작된다.
발생한 이후 목정맥구멍을 향해 가쪽으로 뻗어 나가며, 여기에서 더부신경 척수뿌리와 섬유를 교환하거나 짧은 거리 동안 척수뿌리와 결합할 수 있다. 또한 여기에서 미주신경 위신경절과 한두 개의 미세섬유를 통해 연결되어 있다.
그런 다음 목정맥구멍을 통과하며 척수부분과 분리되며, 미주신경 아래신경절 표면을 지나 아래신경절이 붙는 표면까지 계속되며, 주로 미주신경의 인두가지와 위후두가지로 합류한다. 인두가지를 통해 목젖의 근육과 입천장올림근에 분포한다. 뇌부분에서 나온 몇 개의 신경 미세섬유는 신경절 아래의 미주신경 줄기로 계속되어 되돌이후두신경, 심장의 신경들과 함께 분포할 것이다.

## 미주신경과의 관계
뇌뿌리에서 나온 섬유는 목정맥구멍 내에서 더부신경 척수부분과 아주 짧은 거리 동안 연결되거나, 아예 연결되지 않으므로 일반적으로 미주신경의 일부로 간주하는 것이 더 유용할 수 있다. 그렇게 간주한다면 더부신경은 C1-C5에서 시작되는 섬유로만 구성되며, 등세모근과 목빗근에 분포하는 순수 운동 신경이 된다.

## 참고 문헌
이 문서는 현재 퍼블릭 도메인에 속하는 그레이 해부학 제20판(1918) page 913의 내용을 기초로 작성된 글이 포함되어 있습니다.
1. ↑  “Spinal Accessory Nerve”. 《Structure of the Human body, Loyola University Medical Education Network》. 2007년 6월 17일에 확인함.
2. ↑  Anatomical evidence for the absence of a morphologically distinct cranial root of the accessory nerve in man. Lachman N, Acland RD, Rosse C. Clin Anat. 2002 15:4-10.
3. ↑  Is the cranial accessory nerve really a portion of the accessory nerve? Anatomy of the cranial nerves in the jugular foramen. Ryan S, Blyth P, Duggan N, Wild M, Al-Ali S, Anat Sci Int. 2007, 82:1-7.
4. ↑  Re-examination of the medullary rootlets of the accessory and vagus nerves. Wiles CC, Wrigley B, Greene JR. Clin Anat. 2007 20:19-22.
5. ↑  Cranial roots of the accessory nerve exist in the majority of adult humans. Tubbs RS, Benninger B, Loukas M, Cohen-Gadol AA 2012 Clin Anat. doi: 10.1002/ca.22125